# Inna Derusova
Inna Mykolaivna Derusova (em ucraniano: Інна Миколаївна Дерусова; 5 de julho de 1970 – 26 de fevereiro de 2022) foi uma médica militar ucraniana que foi a primeira mulher a receber postumamente a distinção de Heroína da Ucrânia.

## Vida Civil
Derusova nasceu em 5 de julho de 1970 e  morava em Kryvy Rih. Ela era enfermeira na vida civil.

## Serviço militar

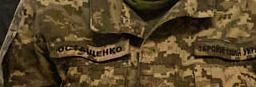
Nome de identificação, OSTASCHENKO (ОСТАЩЕНКО).

Em 2014, no início da guerra em Donbass, o irmão de Derusova se ofereceu como voluntário para o 40º Batalhão de Defesa Territorial "Kryvbas". Derusova juntou-se às Forças Armadas da Ucrânia em 2015 e serviu como médica de combate na 58ª Brigada de Infantaria Motorizada Independente. Ela era chamada de "Violeta" (em russo: Фиалка; romaniz.: Fialka) porque ela era inicialmente a única mulher na brigada. Ela era sargento. Ela tinha muitas responsabilidades, como chefe do serviço médico, do centro médico e como instrutora médica. Muitos médicos da vida civil passaram por seu treinamento para se tornarem médicos de combate em poucas semanas. Em 2016, seu filho, Sasha, que era tatuador na vida civil, juntou-se à unidade para servir como operador de morteiro. Ela ficou muito feliz quando ele se casou no final de 2021.
Em 2018, Derusova matriculou-se na Universidade Pedagógica Nacional Ternopil Volodymyr Hnatiuk para estudar serviço social, para ajudar os militares de outra forma. Ela era regularmente convidada para dar palestras sobre a guerra. Ela se formou em 2020, com a tese "Características da reabilitação complexa de participantes ATO/JFO" (em russo: Особенности комплексной реабилитации участников АТО/ООС; romaniz.: Особенности комплексной реабилитации участников АТО/ООС).
No primeiro dia, 24 de fevereiro, da invasão russa da Ucrânia em 2022, Derusova estava voltando de férias, mas parou para servir na cidade de Okhtyrka, no nordeste da Ucrânia. Ela teria salvado 10 soldados feridos, mas morreu em 26 de fevereiro, devido a um bombardeio de artilharia contra seu posto. Em 13 de maio de 2022, ela foi enterrada na Calçada da Fama do Cemitério Central em Kryvy Rih.

## Prêmios
Em 10 de dezembro de 2021, Derusova foi condecorada com a Medalha Defensor da Pátria. Em 12 de março de 2022, ela foi condecorada com o mais alto título nacional da Ucrânia, Heroína da Ucrânia, com a Ordem da Estrela de Ouro. Ela foi a primeira mulher a receber o título postumamente. Em 25 de março de 2022, ela recebeu o prêmio "Orgulho da TNPU" da Universidade Pedagógica de Ternopil. Em abril de 2022, uma rua na cidade de Mukachevo que anteriormente tinha o nome da guerrilheira russa Zoya Kosmodemyanskaya foi renomeada em homenagem a Derusova.

## Farsa da visita ao hospital

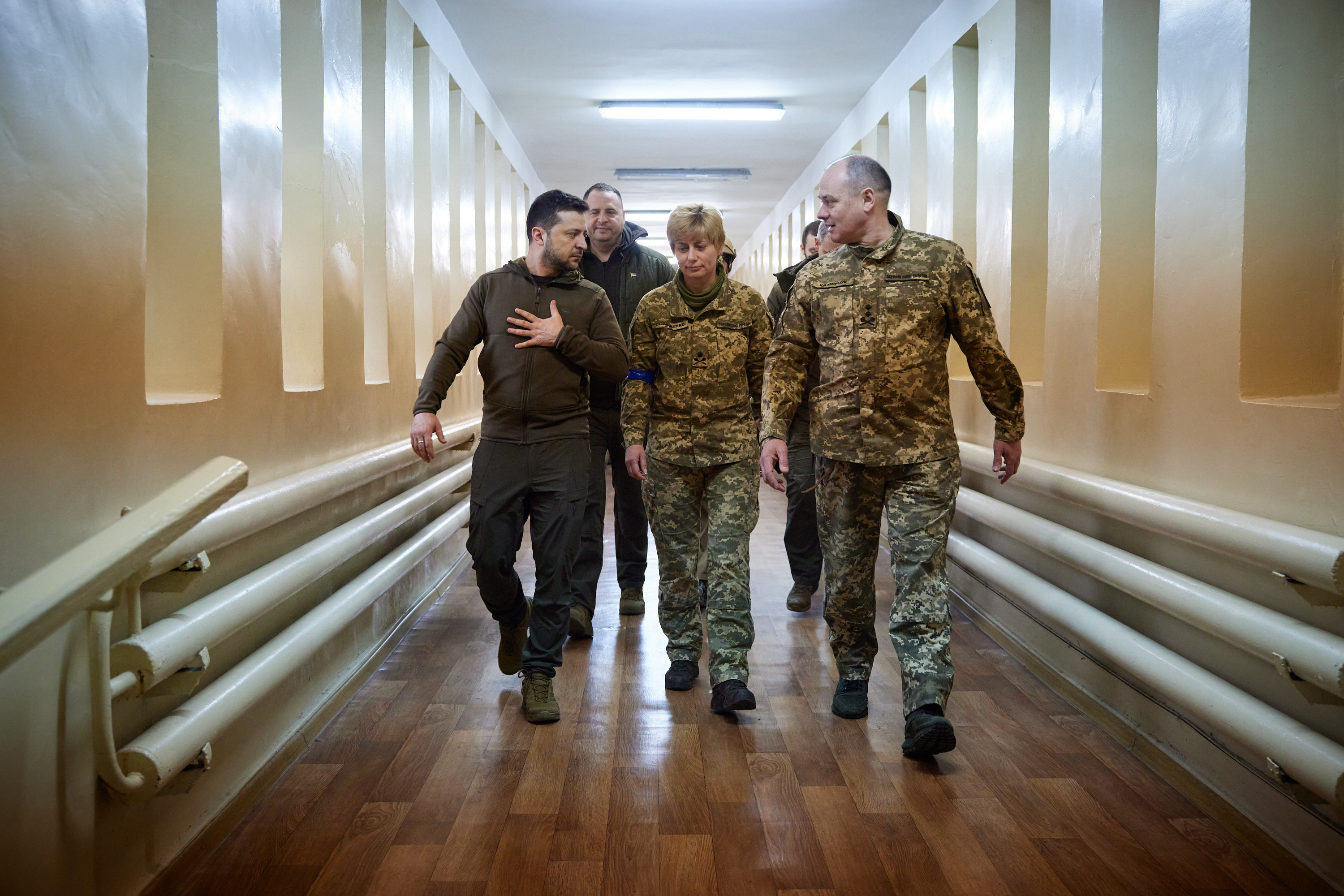
Volodymyr Zelenskyy com Tetiana Ostashchenko visitando o hospital militar de Kiev em março de 2022.

Em 13 de março de 2022, o serviço de imprensa do governo ucraniano publicou fotos e vídeos do presidente da Ucrânia, Volodymyr Zelenskyy, visitando um hospital militar de Kiev. Fontes pró-Rússia, como a RT e o político Illia Kyva, afirmaram que as imagens mostravam Zelenskyy acompanhado por Derusova, que morreu em fevereiro, provando assim que a visita foi pré-gravada ou falsa. Na verdade, a mulher que acompanhava Zelenskyy era a comandante das forças médicas da Ucrânia, a Brigadeira-General Tetiana Ostashchenko, como se podia ler no seu uniforme. A alegação foi considerada parte de uma série de alegações falsas de que as autoridades ucranianas tinham fugido do país.